# Pältsa
Pältsa este o arie protejată (arie specială de conservare — SAC, sit de importanță comunitară — SCI) din Suedia întinsă pe o suprafață de 24.957,3 ha, integral pe uscat.

## Localizare
Centrul sitului Pältsa este situat la coordonatele 69°00′20″N 20°26′37″E / 69.0056°N 20.4435°E.

## Înființare
Situl Pältsa a fost declarat sit de importanță comunitară în mai 2000 pentru a proteja 5 specii de plante și 6 specii de animale. Situl a fost protejat și ca arie specială de conservare în decembrie 2009.

## Biodiversitate
Situată în ecoregiunea alpină, aria protejată conține 13 habitate naturale: Păduri nordice subalpine/subarctice cu Betula pubescens ssp. czerepanovii, Grohotișuri silicioase de la nivelul montan până la nivelul zăpezii (Androsacetalia alpinae și Galeopsietalia ladani), Râuri de munte și vegetația erbacee de pe malurile acestora, Pajiști boreale și alpine pe substrat silicios, Pante stâncoase calcaroase cu vegetație casmofită, Ape stătătoare oligotrofe până la mezotrofe, cu vegetație de Littorelletea uniflorae și/sau de Isoëto-Nanojuncetea, Mlaștini turboase de tranziție și turbării mișcătoare, Tufărișuri subarctice cu Salix spp., Turbării Palsa, Formațiuni pioniere alpine de Caricion bicoloris-atrofuscae, Pajiști alpine și subalpine calcaroase, Grohotișuri calcaroase și de șisturi calcaroase de la nivelul montan până la nivelul alpin (Thlaspietea rotundifolii), Pajiști alpine și boreale.
La baza desemnării sitului se află mai multe specii protejate:
- plante (5): Braya linearis, Carex holostoma, Luzula arctica, Orthothecium lapponicum, Papaver laestadianum
- mamifere (3): vulpe polară (Alopex lagopus), gluton (Gulo gulo), vidră de râu (Lutra lutra)
- nevertebrate (3): Agriades glandon aquilo, Vertigo genesii, Vertigo geyeri